# Stadtwerke Flensburg
Koordinaten: 54° 48′ 18,3″ N, 9° 25′ 48,3″ O

Das offizielle Logo der Stadtwerke Flensburg

Die Stadtwerke Flensburg betreiben ein Elektrizitäts-, Fernwärme-, Trinkwasser-, Glasfaser- und Industriegasnetz in Flensburg. Sie sind ein kommunales Versorgungsunternehmen der Stadt Flensburg mit Sitz am Flensburger Hafen. Zur Liberalisierung des Strommarktes in Deutschland im Jahr 1998 stiegen die Stadtwerke Flensburg in den deutschlandweiten Elektrizitätsverkauf ein.
Die Stadtwerke versorgen über ihr neu errichtetes Glasfasernetz die Stadt Flensburg, die Gemeinde Harrislee und die Stadt Glücksburg.

## Beteiligungen und Gesellschafter
Alleiniger Gesellschafter des Unternehmens ist die Stadt Flensburg.
Die Stadtwerke Flensburg sind an diversen Unternehmen beteiligt. Tochterunternehmen im Alleinbesitz sind:
- AWZ Abfallwirtschaftszentrum Flensburg GmbH
- Aktiv Bus Flensburg GmbH (als Verkehrsunternehmen im ÖPNV)

Über die Aktiv Bus ist man mit 2,7 % an der Nahverkehrsverbund Schleswig-Holstein GmbH (NAH.SH) beteiligt.
- Flensburger Hafen GmbH
- Flensburger Flughafenbetriebsgesellschaft mbH vom Flugplatz Flensburg-Schäferhaus

Hinzu kommt noch die Minderheitsbeteiligungen kommunalen Offshore-Windpark Borkum Trianel Windkraftwerk Borkum GmbH & Co.KG mit 6 %
Zur Konzentration auf das Kerngeschäft wurden in den letzten Jahren Beteiligungen an der TRIGIS GmbH und der Semeco GmbH verkauft. Die Flensburger Förde Energie GmbH und das IT-Consulting-Unternehmen IT-Power GmbH wurden 2015 aufgelöst.
Die Stadtwerke waren über die Förde Bäder GmbH seit 2013 Betreiber des 2010 gebauten Flensburger Campusbades, dies ging Mitte 2019 auf das TBZ über.

## Netzanbindung an das dänische Stromnetz
Das Netzgebiet der Stadtwerke Flensburg stellt einen Sonderfall im deutschen Energiesystem dar. Wegen der direkten Verbindung zum dänischen Stromnetz auf der 60-kV- und 150-kV-Ebene gehört es technisch zur Regelzone des dänischen Übertragungsnetzbetreibers energinet.dk und nicht zur Regelzone des im Nordwesten Deutschlands zuständigen Übertragungsnetzbetreibers TenneT TSO. Die Verbindung zum deutschen Stromnetz, das eine Phasenverschiebung um 180 Grad gegenüber dem dänischen Stromnetz aufweist, wird durch einen Schrägregeltransformator mit galvanischer Trennung (Kombination aus Längsregelung (i. A. Stufenschalter) und Querregelung (mit einem Phasenschiebertransformator)) hergestellt. Flensburg ist damit eine virtuelle Regelzone in Dänemark, nimmt aber an den Marktregeln in Deutschland teil. Die Stadtwerke Flensburg erhielten zur Marktkommunikation die Marktrollen eines Übertragungsnetzbetreibers und eines Bilanzkoordinators zugeteilt.

## Bundesweiter Strom- und Gasanbieter
Die Stadtwerke Flensburg sind ein großer bundesweiter Strom- und Gasanbieter für Privat- und Geschäftskunden. Sie verkaufen 88 Prozent ihres Stromes außerhalb des eigentlichen Absatzgebietes Flensburg und Umgebung (Stand 2021). Mit Flensburg eXtra öko wird auch Ökostrom aus 100 % Wasserkraft angeboten, der vom TÜV-Nord mit dem Umweltschutz-Zertifikat deklariert und mit dem ok-Power-Label signiert ist.
Geschichte
1854 begann die Gasversorgung in Flensburg, wobei zuerst Gas aus Kohle aus dem Gaswerk in der Gasstraße erzeugt wurde, ab 1910 in dem Gaswerk in der Batteriestraße. Im Jahr 1963 erfolgte die Umstellung auf Butangaserzeugung. 1982 wurde die alte Stadtgasversorgung stillgelegt. Eine Erdgasversorgung für einzelne Industriekunden gibt es erst seit 1988.
Mit der zentralen Wasserversorgung in Flensburg wurde 1881 begonnen. In den Jahren 1894–1913 erfolgte die Inbetriebnahme des Wasserwerks Ostseebad, das ab 1970 durch das zweite Wasserwerk Süd ergänzt wurde.

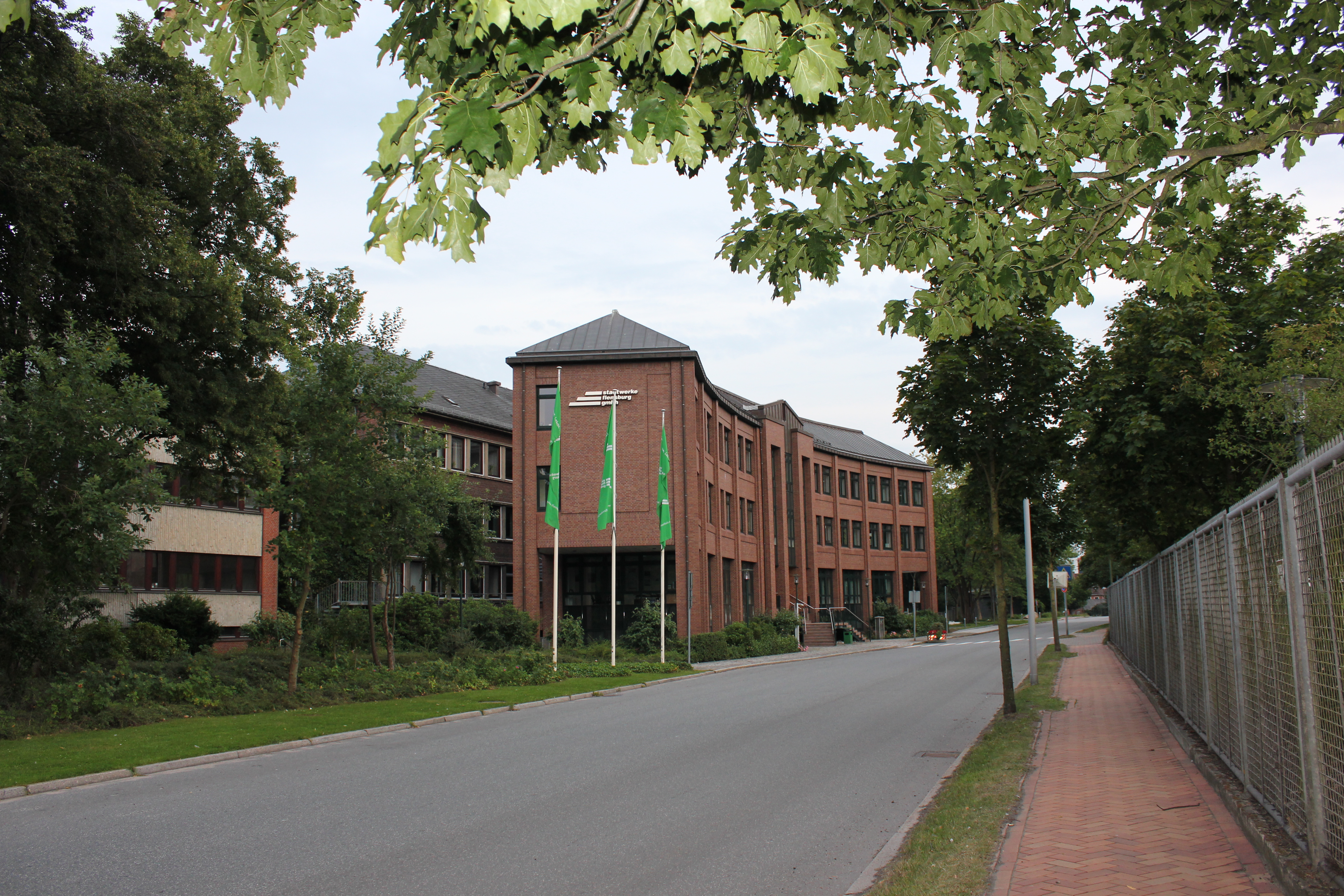
Stadtwerke Flensburg (Eingangsbereich)

1894 begann die Elektrizitätsversorgung in Flensburg mit dem Gleichstrom-Elektrizitätswerk in der Karlstraße. Im Jahr 1913 wurde das heutige Kraftwerk am Strandweg in Betrieb genommen. Seit 1928 arbeitete das Flensburger Kraftwerk mit dem Kraftwerk in Apenrade in Dänemark in der Elektrizitätsversorgung zusammen. Aufgrund der Liberalisierung des Strommarktes und der Beendigung der Stromproduktion in Apenrade wurde die Zusammenarbeit in jüngerer Zeit beendet. Während der Luftangriffe auf Flensburg wurde auch die städtische Versorgungsinfrastruktur beschädigt, so dass sie in Teilen zeitweise ausfiel.

### Heizkraftwerk
In der Zeit von 1969 bis 1971 erfolgte eine Umrüstung des Flensburger Kraftwerks zu einem Heizkraftwerk. Während dieser Umbauzeit wurde die Versorgung Flensburgs mit Fernwärme über provisorische mobile Heizzentralen in Flensburger Stadtteilen sichergestellt (vgl. dort). In den Folgejahren wurde das Fernwärmenetz weiter ausgebaut. Seit 1983 erfolgt eine grenzüberschreitende Fernwärme-Versorgung in das nahe Padborg in Dänemark, im Jahr 2022 für 2000 Haushalte mit insgesamt 30.000 Megawattstunden.

#### Umstellung auf andere Energieträger

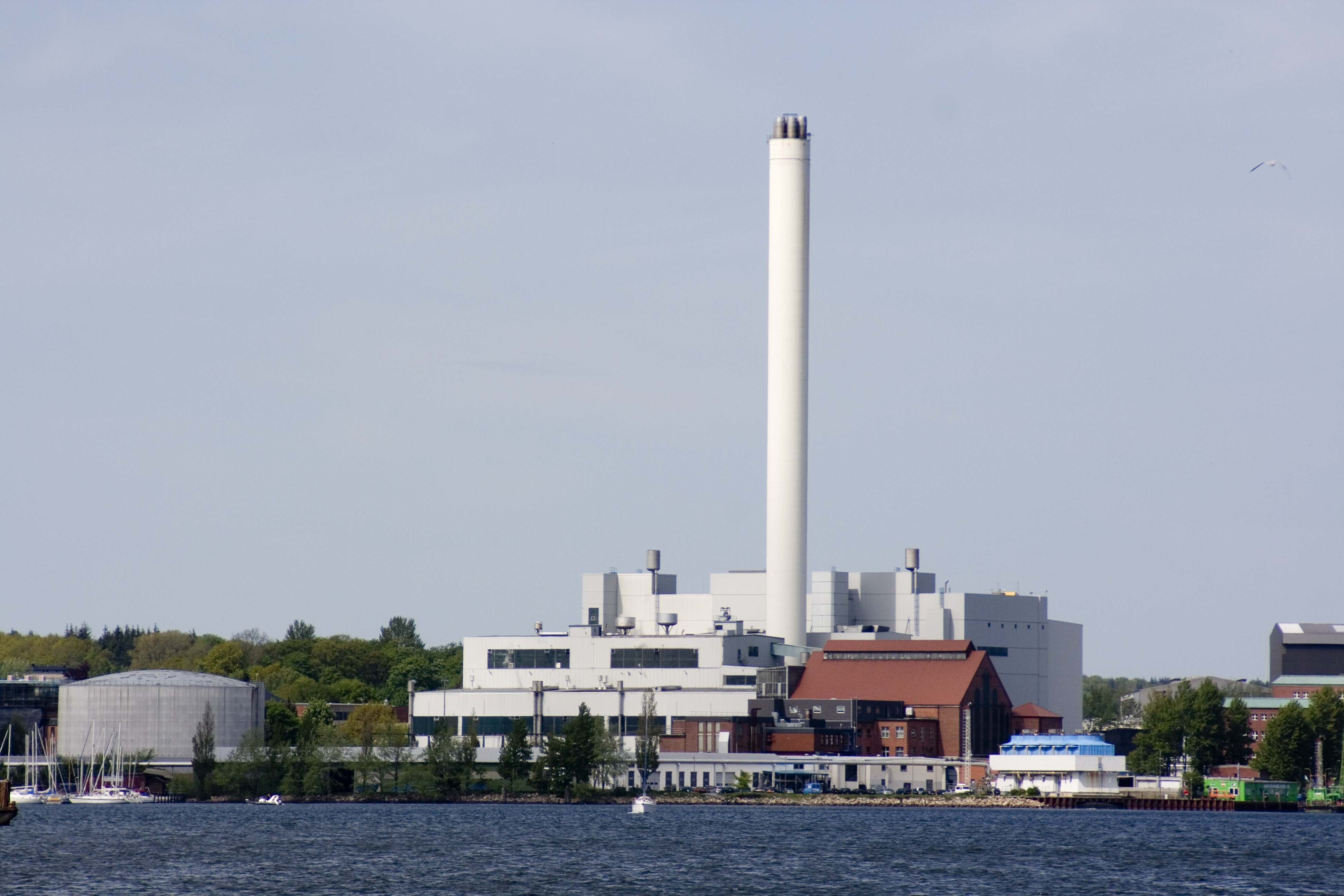
Gelände der Stadtwerke Flensburg

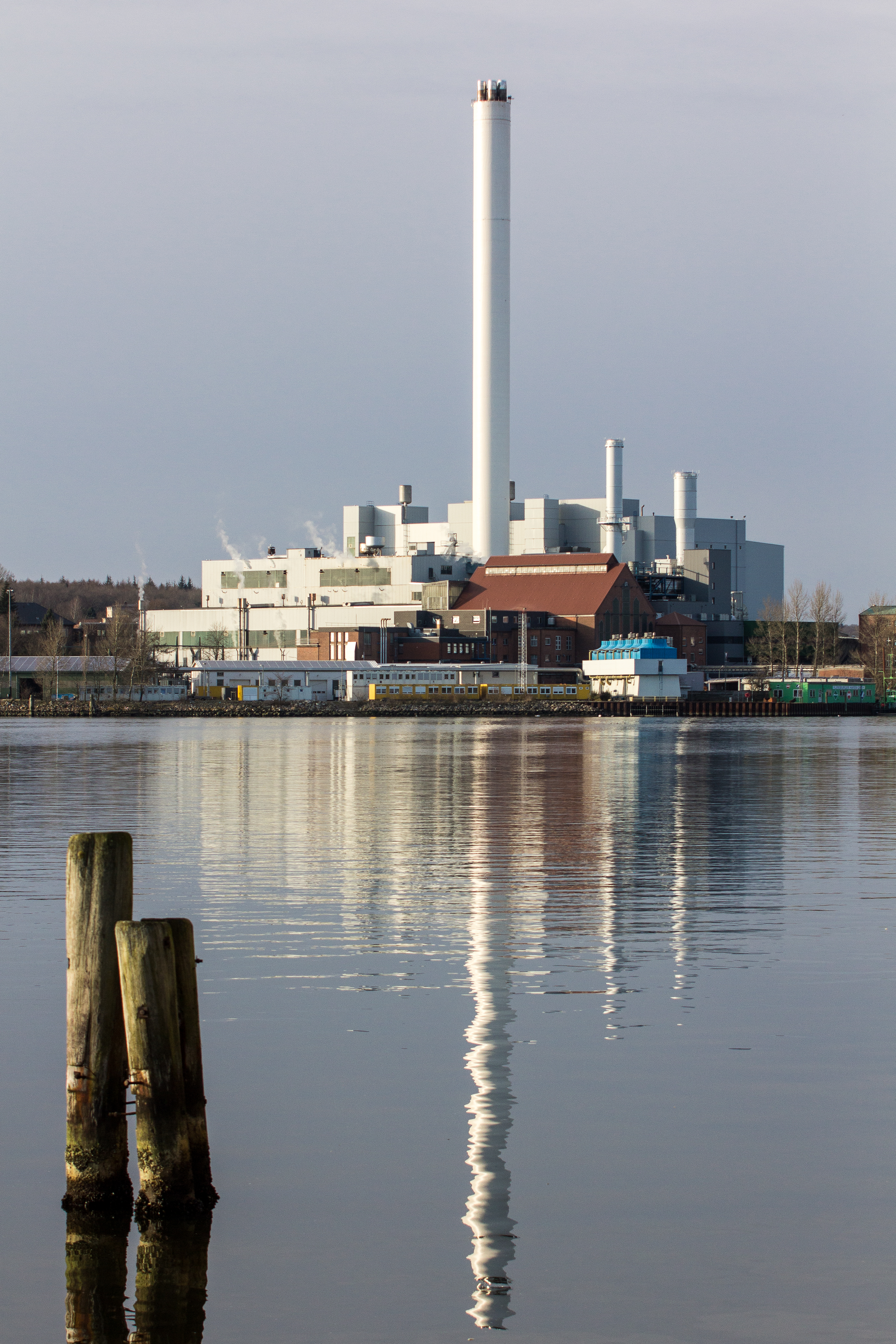
Die Stadtwerke in Flensburg gesehen vom Ostufer des Hafens

Seit 2008 werden neben dem Hauptbrennstoff Steinkohle auch Sekundärbrennstoffe und in geringen Mengen Holzhackschnitzel als Brennstoffe eingesetzt, technisch möglich ist ein Anteil der Ersatzbrennstoffe von bis zu 25 %. Etwa die Hälfte der Sekundärbrennstoffe und Holzhackschnitzel gelten als regenerative Energieträger, dadurch werden rechnerisch 30.000 bis 40.000 t CO2 pro Jahr eingespart. 
Unter dem 2007 vorgestellten Slogan greenco2ncept wollten die Stadtwerke Flensburg zunächst bis zum Jahr 2050 CO2-neutral werden. Dazu werden mit dem Bau der erdgasbetriebenen „Kessel 12“ und „13“ vier von fünf Kohlekessel stillgelegt, der letzte verbleibende spätestens im Jahr 2030. Die neuen Kessel können ebenfalls mit Biogas und bis zu 50 % mit Wasserstoff befeuert werden.
Im Dezember 2022 entschied die Ratsversammlung der Stadt Flensburg einstimmig, die Nutzung fossiler Brennstoffe bis spätestens 2035 zu beenden und vollständig durch CO2-freie Energieträger zu ersetzen. Damit übernahm sie die Forderung eines unter dem Namen „Klimabegehren Flensburg“ durchgeführten Bürgerbegehrens, das zuvor innerhalb von sechs Monaten über 10.000 Unterschriften gesammelt hatte.

#### Kessel 12
Von 2011 bis 2015 wurde für rund 128 Millionen Euro „Kessel 12“ vom Heizkraftwerk modernisiert. Es war die größte Einzelinvestition der Stadtwerke seit mehr als 25 Jahren. Im April 2016 wurde die Gas- und Dampfturbinenanlage (kurz GuD) mit einem Wirkungsgrad von über 90 % in Betrieb genommen, die zwei alte Kohlekessel mit 80 % ersetzt. Die Anlage hat eine Leistung von rund 75 Megawatt (MW) thermisch und rund 75 MW elektrisch. Ihr Gesamtwirkungsgrad von 92 Prozent liegt rund zehn Prozent über dem alten Gesamtwirkungsgrad des Heizkraftwerks. Mit dem Ersatz von Kohle durch Erdgas wird bei gleicher Energieproduktionsmenge der CO2-Ausstoß um rund 40 Prozent verringert und zusätzliche Variabilität in der Stromproduktion gewonnen. Dadurch wird die begrenzte Steuerbarkeit der erneuerbaren Energieträger kompensiert und kurzfristig immer dann Strom produziert, wenn nicht genügend am Markt vorhanden ist.

#### Kessel 13
Mit dem Bau von „Kessel 13“, einer weiteren erdgasbetriebenen Kraft-Wärme-Kopplungsanlage (KWK), soll die Modernisierung des Flensburger Heizkraftwerks weitergehen. Die Anlage mit einer Fernwärmeleistung von 90 Megawatt thermischer und 100 Megawatt elektrischer Leistung ging im Herbst 2023 in Betrieb und ersetzt zwei weitere Kohlekessel, welche aus technischer Sicht noch bis zu zehn Jahre weiter betrieben werden dürften. Der erste (Kessel 9) wurde im Juni 2023, der zweite (Kessel 10) soll im Laufe des Jahres 2024 abgeschaltet werden. Dies wird die CO2-Emissionen bei gleicher Erzeugungsmenge um 40 % senken und jährlich bis zu 120.000 t CO2 einsparen, bei Investitionskosten von rund 110 Millionen Euro. Davon werden durch die Stromerzeugung in 30.000 Betriebsstunden mit der KWK-Förderung vom Bundesamt für Wirtschaft und Ausfuhrkontrolle über 100 Millionen Euro finanziert.

### Elektro-Heißwasserkessel
Im Januar 2013 wurde am Standort Batteriestraße ein Elektroden-Heißwasserkessel mit 30 MW Leistung in Betrieb genommen, die Kosten beliefen sich auf 2 Mio. Euro.
Wenn viel Wind weht oder die Sonne scheint, wird auch viel regenerativer Strom ins Netz eingespeist, dann ist durch den Merit-Order-Effekt der Börsenstrompreis günstig oder hat sogar einen negativen Wert. Mit diesem billigen Strom wird das Fernwärmewasser erhitzt, in einem 29 Millionen Liter großen Kessel „zwischengelagert“ und dann zur lokalen Fernwärmeversorgung eingesetzt. Dieses Verfahren wird als Power-to-Heat bezeichnet. In manchen Teilen Deutschlands, insbesondere in Nord-Schleswig-Holstein, müssen während Sturmphasen Windkraftanlagen in der Leistung gedrosselt oder vom Netz genommen werden. Deshalb konnten z. B. 2021 deutschlandweit 5.817 GWh elektrischer Energie nicht eingespeist werden, was über 5 % der Gesamtwindstromeinspeisung dieses Jahres entspricht. Durch das „Verheizen“ des eigentlich hochwertigen Stromes zu minderwertiger Wärme lässt sich die Zwangsabschaltung von Windkraftanlagen reduzieren, auch wird der Primärenergiebedarf der konventionell betriebenen Kessel reduziert.

### Großwärmepumpe
Im September 2022 gab das Unternehmen bekannt, bis 2025 eine Großwärmepumpe in Betrieb nehmen zu wollen, die ihre Wärmeenergie aus dem Fördewasser bezieht, das im Winter 1–4 °C hat. Zusammen mit weiteren Großwärmepumpen soll später damit im Winter 50 % der Wärmeleistung erbracht werden, im Sommer 100 %, somit über das ganze Jahr ca. 70 %. Das Fernwärmenetz soll auf Temperaturen von 60–85 °C abgesenkt werden, um einen COP von drei zu erreichen.
Am 15. Januar 2025 gaben die Stadtwerke Flensburg bekannt, mit Johnson Controls einen Liefervertrag über drei Wärmepumpen mit einer thermischen Gesamtleistung von 60 Megawatt unterzeichnet zu haben. Die Großwärmepumpenanlage soll nun im August 2027 offiziell in Betrieb genommen werden.

### Abwasser-Netz
Im Jahr 2015 gab es von den Stadtwerken ausgehende Bestrebungen das 545 km lange Abwassernetz mit 48 Pumpstationen und Klärwerk und den 68 Beschäftigten vom Technischen Betriebszentrum (TBZ) zu den Stadtwerken zu verlagern. Bei der Belegschaft vom TBZ und der Stadtratsfraktion DIE LINKE stieß dies auf Ablehnung, weshalb es nicht zu diesem Schritt kam.
Anfang der 1990er wurden in einem von der EU geförderten Projekt die Kanalnetze der Städte Gråsten, Sønderborg, Glücksburg und Flensburg untersucht und überrechnet. Das Ziel war die Flensburger Förde (Flensborg Fjord) rein zu halten, in welche diese Städte einleiten. Als Resultat wurde die Mischwasserkanalisation von 1994 bis 2014 für insgesamt 160 Mio. DM sukzessive durch ein Trennsystem ersetzt. In sieben Bereichen wurden die Kanäle lediglich saniert und das Mischwassersystem blieb erhalten, ergänzt um jeweils einen Stauraumkanal: Neustadt, Nerongsallee, Burgfried, Nordergraben, Friesische Straße, Lautrupsbach, Hafermarkt.

## Wärmemonopol und Anschlusszwang
Wegen des Monopols werden etwa 98 % aller Flensburger mit Fernwärme aus der aus Kraft-Wärme-Kopplung vom Heizkraftwerk Flensburg versorgt.
Die Kosten dafür haben sich von 1995 bis 2016 verdreifacht, die Stromkosten demgegenüber „nur“ verdoppelt.
Sektoruntersuchung
Gegen eine Untersuchung des Bundeskartellamts wehrten sich die Stadtwerke Flensburg durch Klage beim OLG. Nach der gerichtlichen Niederlage wurden die angefragten Daten geliefert und es stellte sich heraus, dass „die Fernwärmepreise 2007/08 deutschlandweit zu den günstigsten gehörten.“
Im Jahr 2021 betrugen die Netzverluste 18,7 % für Flensburg, bei einer eingespeisten Wärmemenge von 1,2 Mio. MWh und einem Anteil erneuerbarer Energie von 4,2 %.